# Знищення даних
Знищення даних — послідовність операцій, призначених для здійснення програмними або апаратними засобами безповоротного видалення даних, у тому числі залишкової інформації.

## Опис
Як правило, знищення даних використовуються державними установами, іншими спеціалізованими структурами і підприємствами в цілях збереження державної або комерційної таємниці. Існує широкий спектр доступних програмних засобів безпечного знищення даних, у тому числі програми з відкритим вихідним кодом. Знищення даних використовується також у засобах програмного шифрування інформації для безпечного видалення тимчасових файлів і знищення вихідних, оскільки в іншому випадку, використовуючи класичне видалення, існує можливість відновлення вихідного файлу особою, яка бажає отримати доступ до особистої або секретної інформації.
Алгоритми знищення інформації стандартизовані, практично у всіх провідних державах видані національні стандарти, норми і правила, що регламентують використання програмних засобів для знищення інформації і описують механізми його реалізації.
Всі програмні реалізації алгоритмів знищення даних засновані на простих операціях запису, тим самим відбувається багаторазовий перезапис інформації в секторах жорсткого диска або блоках SSD-диска неправдивими даними. В залежності від алгоритму це може бути згенероване генератором псевдовипадкових чисел випадкове число або фіксоване значення. Як правило, кожен алгоритм передбачає запис восьми бітових одиниць (#FF) і нуля (#00). В існуючих алгоритмах перезапис може здійснюватися від одного до 35 і більше разів. Існують реалізації з можливістю довільного вибору числа циклів перезапису.
Теоретично, найпростішим методом знищення вихідного файлу є його повний перезапис байтами #FF, тобто бітовою маскою з восьми двійкових одиниць (11111111), нулів або будь-яких інших довільних чисел, тим самим зробивши неможливим його програмне відновлення доступними користувачеві програмними засобами. Однак з використанням спеціалізованих апаратних засобів, що аналізують поверхню магнітних та інших носіїв інформації і дозволяють відновити вихідну інформацію виходячи з показників залишкової намагніченості (у випадку з магнітними носіями) або іншого показника, існує ймовірність, що найпростіший перезапис не гарантує повноцінне знищення, інформації, що підлягає повному знищенню .

## Алгоритми знищення даних
З метою виключення будь-якої можливості відновлення розроблені алгоритми знищення даних.
- Найбільш відомий і поширений алгоритм, який застосовується в американському національному стандарті Міністерства оборони DoD 5220.22-M. Варіант E, згідно з цим стандартом, передбачається два цикли запису псевдовипадкових чисел і один — фіксованих значень, залежних від значень першого циклу, четвертий цикл — звірка записів. У варіанті ECE перезапис даних проводиться 7 разів — 3 рази байтом #FF, три #00 і один #F6.[1]

- В алгоритмі Брюса Шнайера: у першому циклі записується #FF, в другому — #00 та в п'яти інших циклах — псевдовипадкові числа. Вважається одним з найбільш ефективних.

- У найбільш повільному, але, на думку багатьох експертів, найбільш ефективному[джерело не вказане 4215 днів] алгоритмі Пітера Гутмана, виконуються 35 циклів, в яких записують усі найбільш ефективні бітові маски, даний алгоритм заснований на його теорії знищення інформації[2]. Сама публікація Ґутманна містить чимало помилок та необґрунтованих припущень.[3]

| Цикл | Дані            | Цикл | Дані            |
| ---- | --------------- | ---- | --------------- |
| 1    | Псевдовипадкові | 19   | #99             |
| 2    | Псевдовипадкові | 20   | #AA             |
| 3    | Псевдовипадкові | 21   | #BB             |
| 4    | Псевдовипадкові | 22   | #CC             |
| 5    | #55             | 23   | #DD             |
| 6    | #AA             | 24   | #EE             |
| 7    | #92 #49 #24     | 25   | #FF             |
| 8    | #49 #24 #92     | 26   | #92 #49 #24     |
| 9    | #24 #92 #49     | 27   | #49 #24 #92     |
| 10   | #00             | 28   | #24 #92 #49     |
| 11   | #11             | 29   | #6D #B6 #DB     |
| 12   | #22             | 30   | #B6 #DB #6D     |
| 13   | #33             | 31   | #DB #6D #B6     |
| 14   | #44             | 32   | Псевдовипадкові |
| 15   | #55             | 33   | Псевдовипадкові |
| 16   | #66             | 34   | Псевдовипадкові |
| 17   | #77             | 35   | Псевдовипадкові |
| 18   | #88             |      |                 |

- В алгоритмі, передбаченому американським національним стандартом NAVSO P-5239-26 для MFM-кодуючих пристроїв: в першому циклі записується #01, в другому — #7FFFFFF, в третьому — послідовність псевдовипадкових чисел, в четвертому проходить верифікацію. У варіанті для RLL — кодуються пристроїв даного алгоритму у другому циклі записується #27FFFFFF

- В алгоритмі, наведеному німецьким національним стандартом VSITR, з першого по шостий цикл записуються послідовно байти #00 #FF, в сьомому #AA.

- Багато де можна почути про існування алгоритму, описаного російським державним стандартом ГОСТ P 50739-95, що передбачає запис #00 в кожен байт кожного сектора для систем з 4-6 класу захисту і запис псевдовипадкових чисел в кожен байт кожного сектора для систем 1-3 класу захисту[4]. Однак даний ГОСТ містить лише формулювання «Очищення має проводитися шляхом запису маскуючої інформації в пам'ять при її звільненні і перерозподіл», яка не містить будь-якої деталізації щодо порядку перезапису, кількості циклів і бітових масок[5]. У той же час, існує діючий керівний документ Державно технічної комісії Росії «Автоматизовані системи. Захист від несанкціонованого доступу до інформації. Класифікація автоматизованих систем і вимоги по захисту інформації», виданий в 1992 році і передбачає низку вимог до механізму знищення інформації для систем певних класів захищеності. Зокрема, для класів 3А і 2A Очищення здійснюється дворазової довільній записом у область пам'яті, що звільняється, раніше використану для зберігання даних, що захищаються (файлів)», для класу 1Г передбачена одноразовий перезапис.[6]

- В алгоритмі Парагона перший цикл полягає в перезапису унікальними 512-бітними блоками, використовуючи криптографічно безпечний генератор випадкових чисел. Потім — у другому циклі — кожен перезаписуваний блок переписується своїм двійковим доповненням. Третій цикл повторює перший цикл з новими унікальними випадковими блоками. У четвертому циклі відбувається перезапис байтом #AA. Завершується знищення інформації циклом верифікації.

Як правило, для утруднення програмного відновлення інформації перезапис інформації в окремому файлі згідно алгоритму знищення супроводжується встановленням нульового розміру файлу і його перейменуванням, використовуючи довільний набір символів. Потім слід видалення файлу з таблиці розміщення файлів.